# Secernosaurus
Secernosaurus (do latim "lagarto dividido" ou, em uma tradução alternativa, "réptil separado") é um gênero de dinossauro herbívoro e bípede que viveu no fim do período Cretáceo. Media em torno de 3 metros de comprimento, 1,5 metros de altura e seu peso é até então desconhecido.
O Secernosaurus viveu na América do Sul e seus fósseis foram encontrados na Argentina, foi um dos únicos exemplares de sua família a viver no Hemisfério Sul (acredita-se que seja um migrante da América do Norte que veio se deslocando de ilha em ilha). A maior parte das características desse dinossauro continuam incertas devido a escassa quantidade de fósseis encontrados.